# Haplochromis rudolfianus
Haplochromis rudolfianus és una espècie de peix de la família dels cíclids i de l'ordre dels perciformes.

## Morfologia
Els mascles poden assolir els 5,8 cm de longitud total.

## Distribució geogràfica
Es troba al llac Turkana (Àfrica).